# Graven (Demo)
Graven (dänisch Grab) ist ein Demo des dänischen Funeral-Doom-Projektes Nortt.

## Geschichte
Der Musiker Nortt veröffentlichte 1999 das Demoband Graven als drittes Produkt seines Projekts im Prozess, unter dem Einfluss von Burzum, Aghast und Thergothon „dunkle Kunst zu erschaffen.“ Die Basis der Musik bleib ein verlangsamter Black Metal mit getragener Atmosphäre, den der Musiker Nortt im Herbst des Jahres 1999 ohne technische oder produzierende Begleitung einspielte.

## Albuminformationen
Das 1999 erstveröffentlichte Graven ist das dritte und vorerst letzte Demo der Band und das erste Demo, das nachkommend mehrfach unter der Freigabe des Musikers wiederveröffentlicht wurde. Es enthält sechs separate Stücke, die eine Gesamtspielzeit von 42:02 Minuten haben. Nortt ließ 250 Exemplare des Demos produzieren. Im Jahr 2002 erschien auf Maggot Records eine auf vier Titel reduzierte Vinyl-Version des Demos als Album. Zwei Jahre später eine erste CD-Variante auf Total Holocaust Records. Es folgten Veröffentlichungen als LP auf Cryptia Records 2007 und Avantgarde Music 2020 sowie als CD auf Red Stream 2007 und Avantgarde Music 2020. Nachdem Maggot Records für die Vinyl-Variante Teile des Albums entfernt hatte, behielten die weiteren Veröffentlichungen die ursprüngliche Variante bei.

### Titelliste
1. Graven (Intro): 01:43
2. Gravfred: 09:52
3. Sørgesalmen: 09:48
4. Sidste vers: 11:33
5. De dødes kor: 07:14
6. Graven (Outro): 01:52

### Stil
Nortt nutzt eine musikalische Selbstbeschreibung als „Pure Depressive Black Funeral Doom Metal“. Auch Graven steht unter diesem Stilbegriff, dabei sei es die Veröffentlichung, mit der sich der Klang der Gruppe perfektionierte. Erstmals nutzte Nortt ein physisches Klavier anstelle eines Synthesizers. Der Klang ergeht sich in einer monoton tristen und leeren Atmosphäre mit ausgewogenem Gitarrenspiel zwischen „Härte und Kälte“. Gesang, Gitarrenspiel und Keyboardarrangement stehen harmonisch zueinander. Dabei ist die Gitarre auf der Veröffentlichung besonders prominent eingesetzt, während das schlicht langsame Schlagzeug im Hintergrund der Produktion steht. In der Quintessenz verbleibt die Musik als lange Stücke mit der Basis im Gitarrenspiel und einer Fülle weiterer Klang-Schichten, „die die Atmosphäre sättigen, ohne den fast dekonstruierten Klang zu“ erreichen, der späteren Nortt-Veröffentlichungen zugeschrieben wird.

„The main structure of the album consists of a background guitar that is cold, sharp and abrasive. It is ultra-distorted to the point of being almost still, providing a pitch-black aura. Beside it, a second guitar plays drawn out melodies that reach UDOM levels of bleakness at times. These melodies are as usual simple but effective and carry the album effortlessly. Piano and keys are played in parallel and build a feeling of utter sorrow while the outlining sharp background maintains the constant desperation. It is a formula that would be executed with finesse in future while here it is raw and direct.“

„Die Hauptstruktur des Albums besteht aus einer kalt, scharf und aggressiv gespielten Gitarre im Hintergrund. Sie ist so stark verzerrt, dass es fast still ist, und bietet eine pechschwarze Aura. Daneben spielt eine zweite Gitarre erstreckte Melodiebögen, die bisweilen UDOM-Düsternis erreichen. Diese Melodien sind einfach, aber effektiv und tragen mühelos das Album. Piano und Keyboard werden parallel gespielt und bauen ein Gefühl absoluter Trauer auf, während der umgebende Hintergrund eine ständige Verzweiflung aufrechterhält. Es ist eine Formel, die [von Nortt] in Zukunft mit Finesse ausgeführt werden sollte, während sie hier noch roh und direkt ist.“

## Wahrnehmung
Das Demo wurde später als Ausgangspunkt für die Popularität des Projektes benannt. Neben der Aufmerksamkeit, die das Demo von der Hörerschaft erhielt, forcierte das Demo das Interesse mehrerer Unternehmen, womit Graven auch als erstes Produkt des Projektes über ein Label veröffentlicht wurde. Die Demo-Phase der Band finde mit Graven nicht nur ein Ende, sondern kulminiere auch in „einem spektakulären Album“ und „dem Gipfel der frühen Nortt“, das sich als obligatorisches Werk „für jeden, der sich in eine langsame und feierliche Prozession vertiefen möchte“, erweise.